# شهرستان بویه
شهرستان بویه (به لاتین: Boye County) یک منطقهٔ مسکونی در چین است که در بائودینگ واقع شده‌است. شهرستان بویه ۳۳۱ کیلومتر مربع مساحت و ۲٬۰۰۴ نفر جمعیت دارد و ۲۶ متر بالاتر از سطح دریا واقع شده‌است.